# Chiesa della guarnigione e della corte
La chiesa della guarnigione e della corte (in tedesco Garnisons- und Hofkirche) è stata una chiesa di Potsdam e, fino al 1918, parrocchia della famiglia reale prussiana. La sua costruzione venne commissionata dal re Federico Guglielmo I all'architetto Philipp Gerlach ad uso della corte e della guarnigione militare presente a Potsdam. Venne consacrata il 17 agosto 1732 e presto venne frequentata sia dai militari che dalle loro famiglie.

## Storia
Difficilmente tanti avvenimenti storici avvengono in un sito come accaduto in questa chiesa. Qui lo  zar Alessandro I e Napoleone visitarono la tomba di Federico II ed è qui che si riunì il primo Parlamento, liberamente eletto, della città di Potsdam. Sempre qui la Chiesa luterana e le Chiese riformate celebrarono la loro unione. I nazisti usarono la chiesa per il loro giorno di Potsdam e molti membri della cospirazione del 20 luglio e le loro famiglie erano usi frequentare la chiesa.
Il 21 marzo 1933 in questo luogo si assistette ad una stretta di mano tra il presidente Hindenburg ed Hitler immortalata in una foto che ritrae Hitler inchinato all'anziano presidente. Il 24 marzo 1933 il parlamento tedesco, il Reichstag, approvò il Decreto dei Pieni Poteri.
La navata e il campanile vennero distrutti da un incendio nel corso di un bombardamento aereo, il 14 aprile 1945. Solo le pareti esterne rimasero in piedi. Nel 1950 la Cappella della Santa Croce venne costruita all'interno delle mura cruciformi del campanile. Una nuova congregazione si riunì li per i servizi del culto fino a quando, in una domenica d'estate del 1968, il capo di stato della  DDR, Walter Ulbricht e il suo  Partito Comunista, ignorando le proteste diffuse, ordinarono che le restanti mura venissero abbattute. Al suo posto, nel 1971, venne costruito un centro di calcolo.
La Garnisonkirche è un monumento di importanza nazionale; un luogo di apprendimento, un laboratorio per l'avanzamento della libertà e della riconciliazione e oggi dovrebbe essere un simbolo della città. Dal 2004 appartiene alla comunità internazionale della Croce dei chiodi (fondata a Dresda nel febbraio del 1991).
Nel 2004 un gruppo di cittadini altamente motivati costituirono il Comitato promotore per la ricostruzione della Chiesa della guarnigione, una organizzazione no-profit. Nel giugno 2008 venne fondata la Garnisonkirche Potsdam foundation. Entrambe le organizzazioni lavorano insieme per la ricostruzione della chiesa della guarnigione di Potsdam, non solo come chiesa parrocchiale per i suoi cittadini, ma anche per ricordare che la futura cooperazione tedesco-europea è possibile ed essenziale. Nel 2013 il Comitato nazionale tedesco per la cultura ha inserito la Chiesa della guarnigione tra i monumenti culturali importanti e ha offerto 12 milioni di euro per il finanziamento della sua ricostruzione.
Il campanile è stato ricostruito ed inaugurato nell'estate del 2024. Fedele all'originale è comunque incompleto, manca la cupola.
In Germania, dopo la caduta del muro, ci sono state alcune ricostruzioni storiche come, ad esempio il Castello di Berlino sulla Unter del Linden, ricostruzioni che mirano al ripristino del patrimonio storico. Anche la ricostruzione del Campanile della Guarigione è rientrata in questo progetto beneficiando di finanziamenti pubblici ma ha sollevato alcune polemiche perché, secondo alcuni, il luogo è legato ad eventi simbolo del regime nazista.

## Edificio

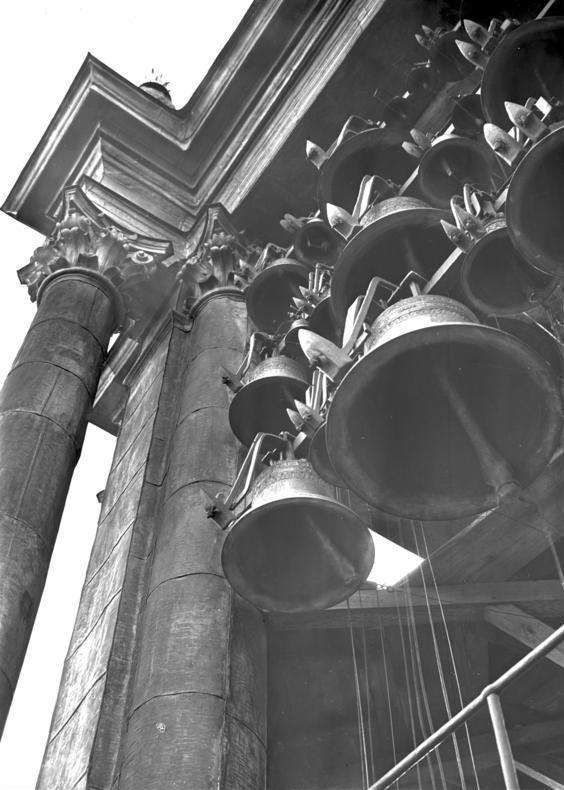
Carillon della torre campanaria della chiesa della guarnigione.

### Campanile
Il campanile della Garnisonkirche era una struttura dominante alta 88,4 metri. Le sue pareti laterali erano interrotte da finestre alte e strette, mentre delle sculture si trovavano agli angoli. Un pannello con lettere d'oro posto sopra l'ingresso principale, di fronte alla "via Larga" (Breite Straße), recitava "Federico Guglielmo, re di Prussia, volle costruire questa torre accanto alla Garnisonkirchein ad onore di Dio. Anno 1735". Alcune delle lettere sono ancora visibili oggi.
La struttura del campanile era molto solida e rastremata ai piani superiori. La parte superiore era costruita in quercia ed aveva delle lanterne e un tetto ricoperto di rame, coronato da una banderuola. Un carillon, ereditato dalla prima chiesa della guarnigione consacrata nel 1722, era stato ampliato con cinque nuove campane dai toni bassi prodotte da Paul Meurer. La musica corale veniva suonata allo scoccare dell'ora, alternata a musica profana suonata alla mezz'ora, fino alla fine del XVIII secolo. Dal 1797 fino al 1945 l'ordine di esecuzione musicale venne cambiato inserendo il pezzo di Bach, "Lobe den Herrn" (Benedici il Signore) e "Üb immer Treu und Redlichkeit" (Sii sempre fedele ed onesto) di  Ludwig Holty, su tema di Mozart composto per l'aria di Papageno ne Il flauto magico, tra brevi melodie, alcune suonate su richiesta, ogni 7,5 minuti. Si sente la melodia delle campane nel film  ragazze con la divisa .

### Navata
La navata era a pianta quadrata. Il suo asse trasversale era collegato al campanile sul lato nord. Un tetto spiovente, alto 17 metri, aveva due finestre ad abbaino. Alte finestre con arco a tutto sesto dominavano la facciata che aveva portali centrali decorati su tutti e tre i lati. Gli ingressi su entrambi i lati della torre portavano ad un'alta ringhiera da cui era possibile entrare su una passerella del tetto. Pilastri con colonne affiancavano entrambi i lati delle porte principali che, insieme con la torre stessa, formavano un imponente ingresso da Breite Straße.

### Cripta reale
Nel 1735 Federico Guglielmo I fece costruire la cripta sotto la chiesa e vi si fece seppellire nel 1740. Nel 1786, suo figlio Federico II venne sepolto nella chiesa della guarnigione di Potsdam, accanto al padre, ma contro la sua volontà. 

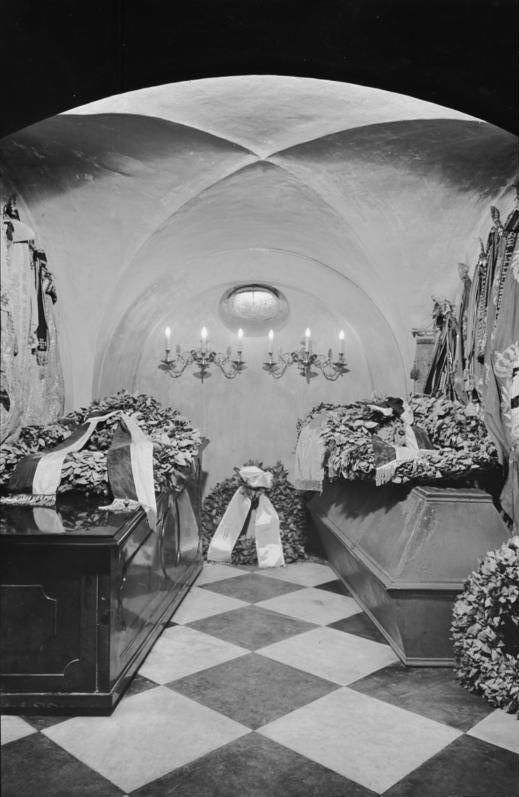
il corpo di Federico II fu posto in una tomba presso quella del padre Federico Guglielmo I.
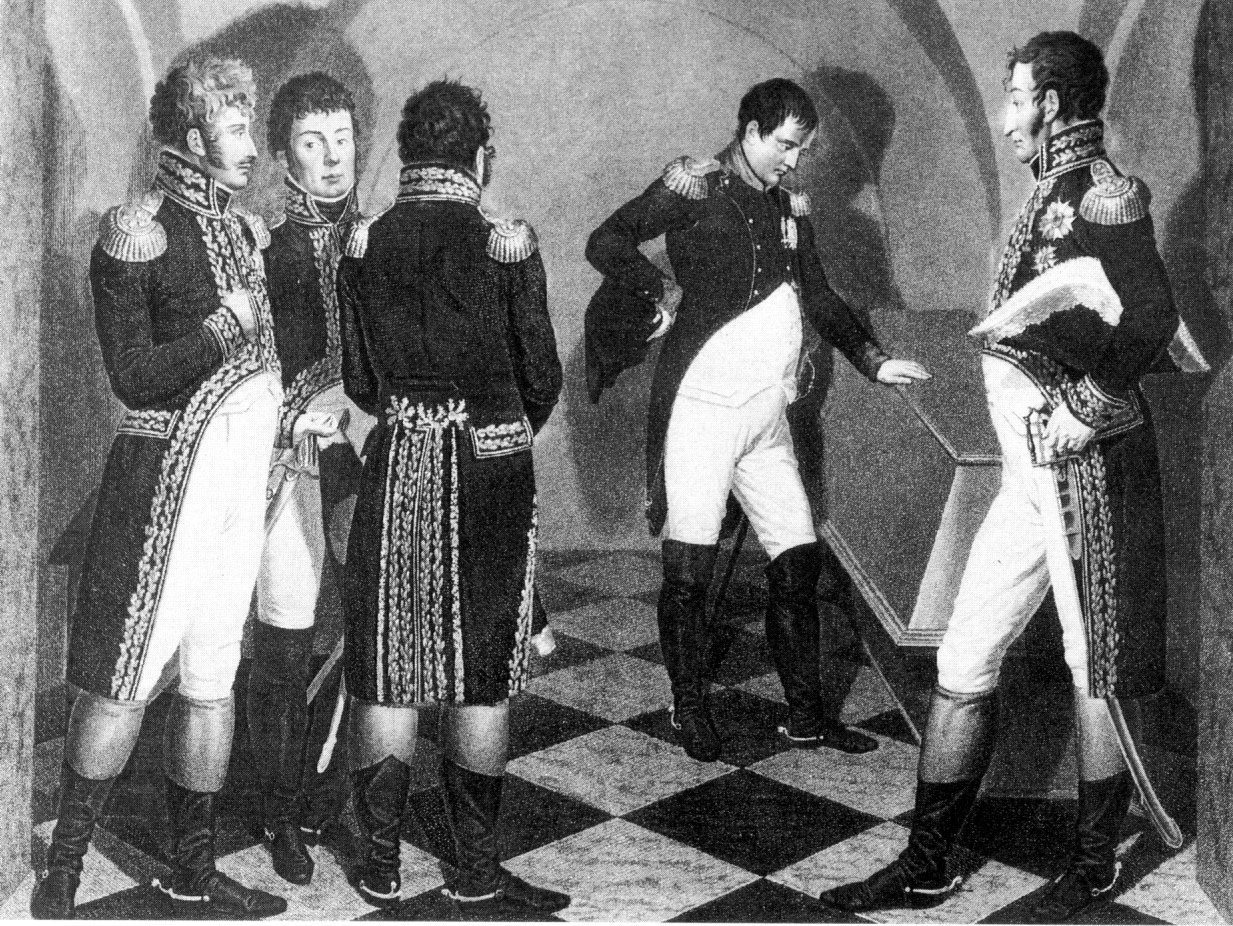
Napoleone volle rendere omaggio al sepolcro di Federico; dicendo: «Giù il cappello, signori: se fosse ancora vivo non saremmo qui».

### Interno
L'interno della chiesa era chiaramente definito. Massicce colonne, collegate da archi, sostenevano un tetto piano e un emporium di due piani. L'interno, in un primo momento in gran parte senza ornamenti, aveva dei semplici pannelli di legno, e, mentre la congregazione civile sedeva sulle panchine della navata, i soldati prendevano posto snella galleria superiore. 

### L'altare con il pulpito
Nel 1735 Federico Guglielmo fece costruire la cripta sotto la chiesa e un nuovo e colorato altare maggiore in stile barocco con il pulpito progettato da Christian Friedrich Feldmann e costruito da Johann Christian Angermann e Johann Konrad Koch. Lo scultore, Johann Georg Glume creò delle statue in marmo di "Marte" e "Bellona", che affiancavano l'ingresso alla cripta. La  Santa Comunione veniva servita dal pulpito di legno originale, ora chiamato l'altare da campo, trovandosi sul lato sud della navata.

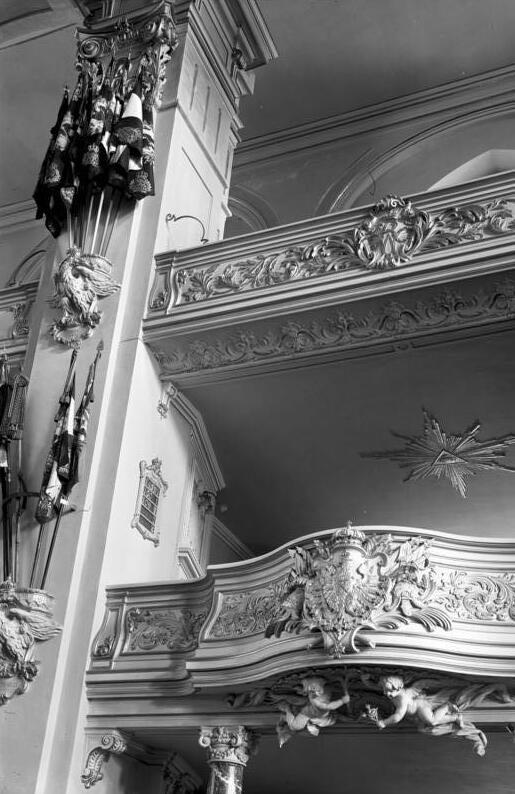
L'emporium di due piani
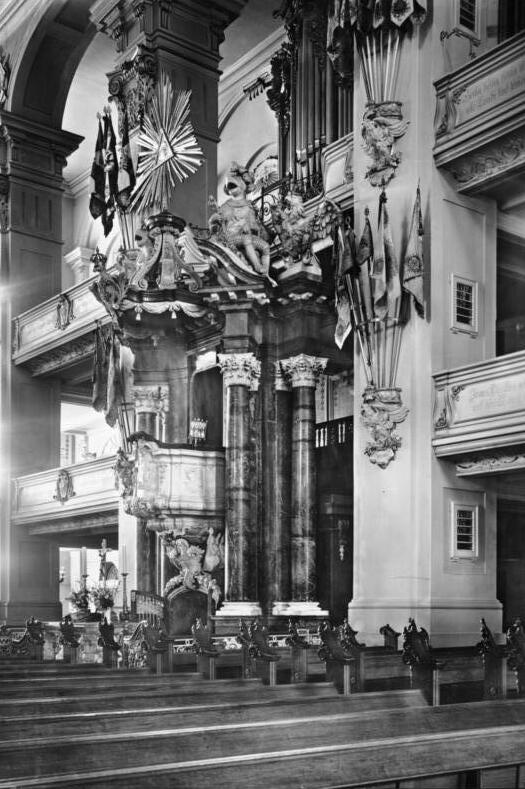
L'altare maggiore in stile barocco con il pulpito progettato da Christian Friedrich Feldmann e costruito da Johann Christian Angermann e Johann Konrad Koch.
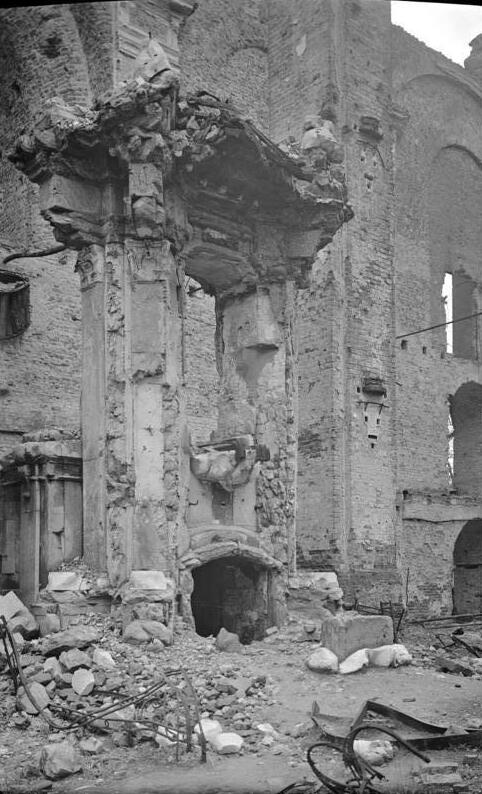
L'altare maggiore distrutto
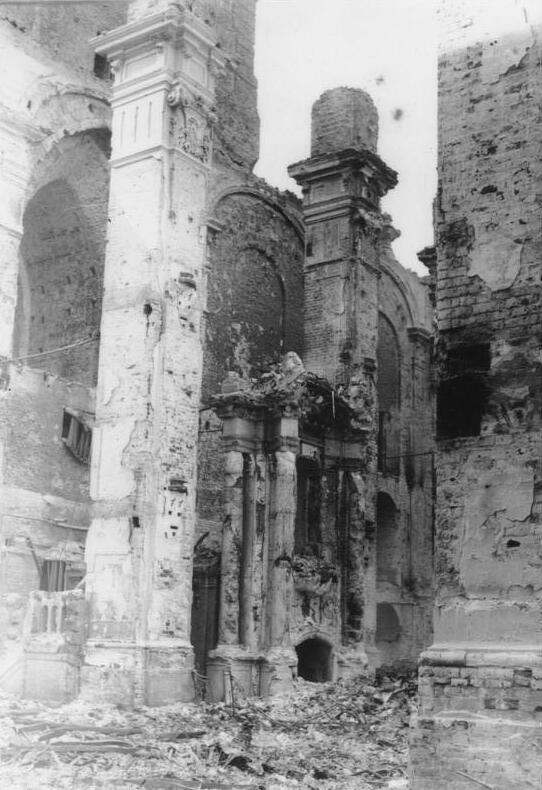
L'altare maggiore distrutto

### Organo Wagner
L'organo, che comprendeva un carillon, venne costruito dall'organaro Joachim Wagner nel 1731-1732 e aveva 25 registri su 3 manuali con pedali. I registri vennero poi aumentati a 42 dal suo collega Carl Ludwig Gesell nel 1862. L'organo venne ulteriormente modernizzato da Wilhelm Sauer durante lavori di ristrutturazione interni effettuati nel 1897-1899. Vennero riutilizzate circa la metà delle canne d'organo storiche originali per il nuovo organo in stile tardo-romantico, aumentando il numero dei registri a 46 e cambiando la meccanica con un sistema ad azionamento pneumatico.
L'organo era insolitamente posizionato sopra il presbiterio, sulla seconda balconata. Aveva un involucro imponente con ornamenti riccamente intagliati e dettagli scultorei progettati dall'artista Johann Georg Glume (1679-1765). Le canne erano organizzate in tre torri, ciascuna con sei gruppi, la più alta delle quali era di 5 metri. Alcuni registri del pedale erano alloggiati nella torre centrale per mancanza di spazio. Notevole, ma adatto ad una chiesa militare, l'organo aveva il carillon che imitavano i tromboni e i timpani, montati su angeli. Un sole e ali d'aquila completavano l'addobbo. Grazie ad una generosa donazione dell'industriale Werner Otto fu possibile ricostruire l'organo Wagner sulla base dei documenti esistenti.

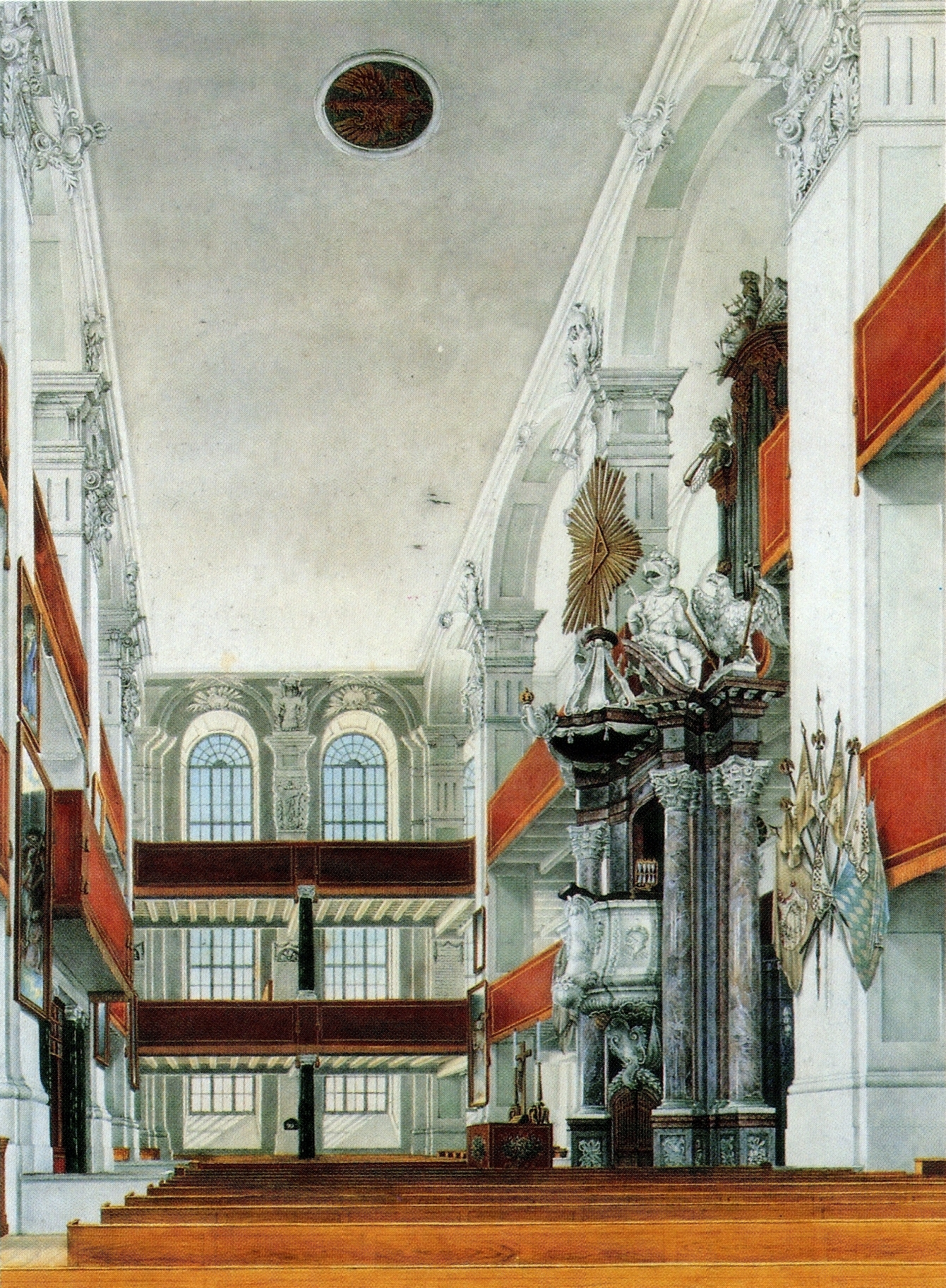
L'interno della chiesa col'altare maggiore, pulpito e l'organo Wagner
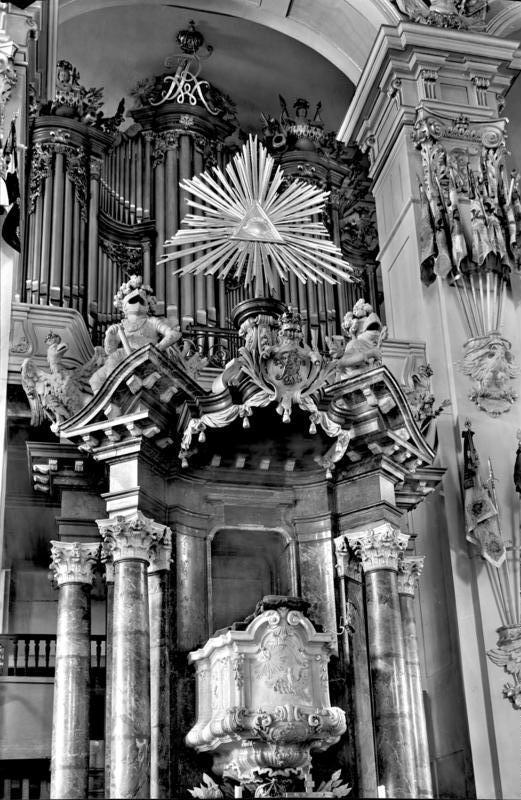
L'altare maggiore in stile barocco con il pulpito e l'organo Wagner

### Primo edificio
Costruita nel 1720-1722, la prima chiesa era un edificio a pianta quadrata, a graticcio di fondazione, costruito nello stesso luogo. Aveva un tetto a padiglione spiovente e una torre a due piani che ospitava un carillon costruito dall'organaro di Amsterdam Jan Albert de Grave. I soldati, la maggior parte dei quali erano membri del reggimento reale "Potsdam Giants", costituirono una congregazione e partecipavano regolarmente ai servizi della chiesa riformata tedesca.

### Secondo edificio - Chiesa della guarnigione
Dopo pochi anni cominciarono ad apparire delle crepe nei muri e l'edificio iniziò ad inclinarsi a causa del terreno paludoso sotto le fondamenta insufficienti. Nel 1730 il carillon dovette essere rimosso e la chiesa e la torre furono abbattute. Dal momento che il re Federico Guglielmo I era interessato al benessere dei suoi soldati e li voleva istruiti nei costumi della Chiesa, commissionò all'architetto Philipp Gerlach il progetto per una nuova chiesa. La costruzione iniziò nel 1731 e il 17 agosto 1732 la chiesa fu consacrata dal cappellano di corte, Christian Johann Cochius e dal cappellano militare, Johann Gottfried Hornejus. Come per quasi tutte le chiese commissionate a Potsdam e a Berlino, il re voleva avesse una torre alta, imponente e solidamente costruita come prova della sua ferma fede in Dio. Nel 1730 e di nuovo nel 1734 si era verificato il crollo della quasi completata torre della Chiesa di san Pietro a Berlino. Così fu con grande gratitudine che Federico Guglielmo riuscì a salire i 365 gradini fino alla cima del campanile della chiesa della guarnigione nell'agosto del 1735, subito dopo esser guarito da una grave malattia.

### Dedica fino alla repubblica di Weimar
Nel 1735 Federico Guglielmo ordinò la costruzione di una cripta sotto l'altare maggiore della chiesa. Cinque anni più tardi venne sepolto li dopo la sua morte, avvenuta il 31 maggio 1740. Il suo successore Federico II (Federico il Grande) invitò Johann Sebastian Bach a visitare Potsdam. Bach suonò l'organo e dichiarò che era "uno strumento molto ben fatto".  Sophie Dorothea, moglie di Federico Guglielmo I, morì il 28 giugno 1757, decretando nel suo testamento che voleva essere sepolta nella cripta Hohenzollern del Duomo di Berlino per far sì che lo spazio ad essa dedicato nella chiesa rimanesse libero. Suo figlio Federico II, non lo designò come luogo della sua sepoltura, preferendo essere sepolto sulla terrazza di fronte al Palazzo di Sanssouci a Potsdam, ma contrariamente al desiderio espresso, venne sepolto a fianco del padre, il giorno della sua morte, il 18 agosto 1786. La sua cerimonia funebre, tuttavia, ebbe luogo in seguito, il 9 settembre 1786.
Su richiesta della regina Luisa, nel 1797, il corale "Lobe den Herrn" (Benedici, anima mia, signore) venne suonato sul carillon ogni ora, seguito, alla mezz'ora, da "Üb immer und Treu Redlichkeit" (utilizzando l'aria Ein Mädchen oder Weibchen dall'opera di Mozart Il flauto magico). In precedenza i pezzi venivano alternati come era in uso nei Paesi Bassi. Nel novembre 1805 lo zar russo Alessandro venne invitato, dal re Federico Guglielmo III e dalla regina Luisa, ad incontrarsi nella cripta reale per celebrare il consolidamento della loro alleanza contro Napoleone. Il 25 ottobre 1806, dopo la sua  vittoria sull'esercito prussiano a Jena e Auerstedt, Napoleone marciò su Berlino e Potsdam e chiese di visitare l'appartamento privato di Federico II nel Castello di Berlino e la cripta reale nella Chiesa della guarnigione. Il suo commento secondo il quale egli probabilmente non sarebbe stato lì se Federico II fosse stato ancora vivo, molto probabilmente non venne detto nella cripta, come spesso affermato, ma, mancando di rispetto a Federico II, Napoleone collocò la Chiesa della guarnigione sotto la sua protezione personale, mentre si appropriò della Chiesa Französiche e di quella dello Spirito Santo per dare ricovero alla sua cavalleria.
Un'altra ragione per cui la chiesa della guarnigione ha svolto un ruolo così importante nella storia di Potsdam fu perché il primo Parlamento liberamente eletto di Potsdam, venne inaugurato li il 3 agosto 1809.

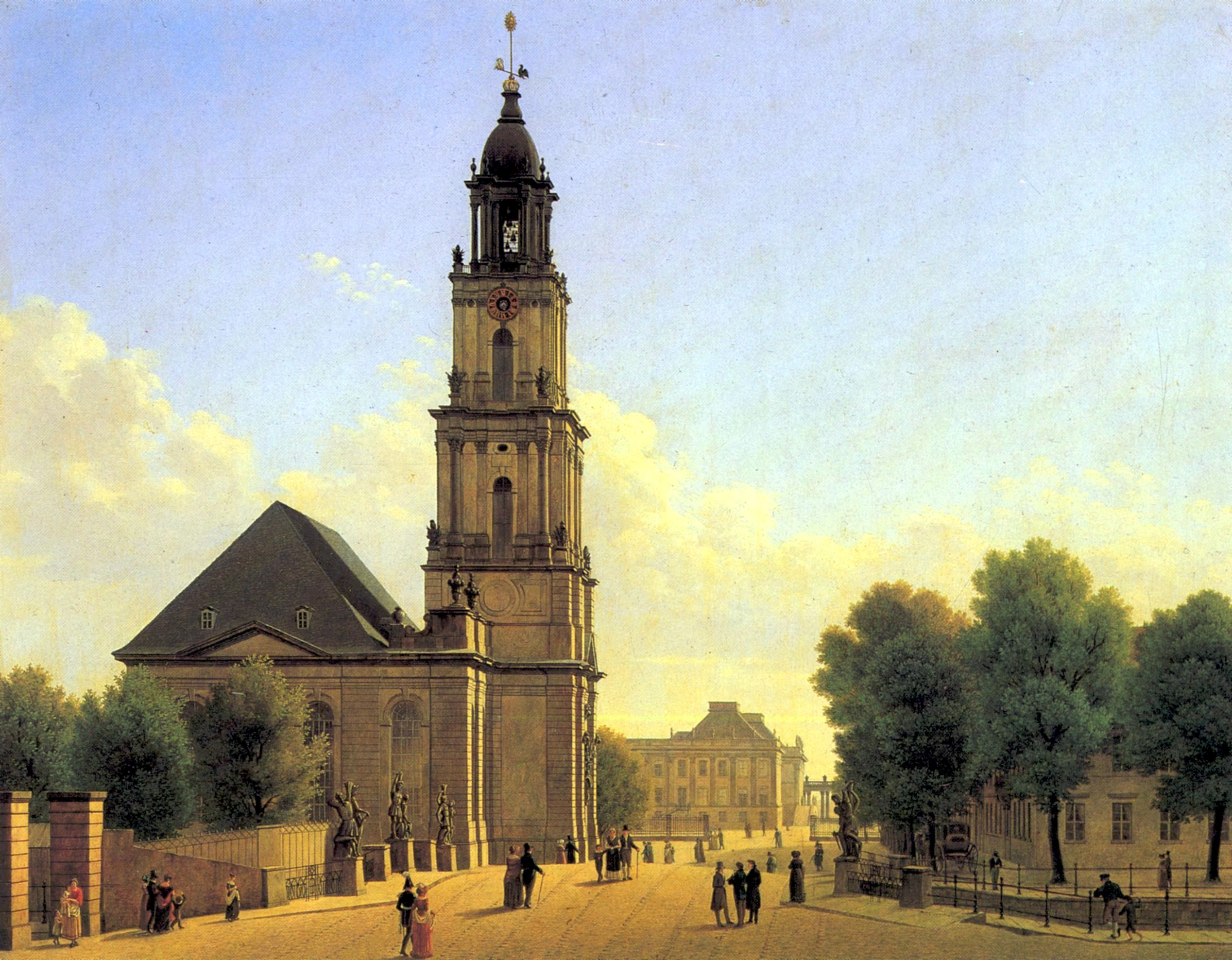
Garnisonkirche intorno al 1827, dipinto ad olio di Carl Hasenpflug

Nel 1816, al fine di fare spazio alle bandiere per la celebrazione della vittoria della guerra di liberazione contro l'esercito francese, le due statue di Marte e Bellona (sculture di Johan Georg Glume) vennero spostate nella scalinata dello Stadtschloss. Le ringhiere balaustra della chiesa vennero drappeggiate con tessuto rosso e oro e vi vennero affisse targhe commemorative dei soldati caduti in battaglia. Il 31 ottobre 1817 il primo servizio religioso ecumenico della chiesa riformata calvinista e luterana venne tenuto li in occasione del 300º anniversario della Riforma.
Federico Guglielmo IV, mentre era ancora principe ereditario, iniziò a fare progetti per la modernizzazione della chiesa. Egli suggerì la costruzione di una basilica a cinque navate, di dimensioni dieci volte maggiori della chiesa dell'epoca, ma il progetto non fu mai realizzato. L'unica modifica apportata durante il suo regno fu l'aggiunta di una cappella, a forma di decagono per l'inserimento del fonte battesimale, nel vestibolo sud-ovest (1886), seguita da lavori di ristrutturazione della navata (nello stesso anno) e da lavori di riparazione alla torre. Successivamente venne eseguita una nuova decorazione dell'interno, in stile guglielmino, progettata e realizzata da Friedrich Laske. Era caratterizzata da uno stile di rappresentazione popolare all'epoca con panche in legno di cipresso e pannelli riccamente decorati. Le ringhiere balaustra vennero abbellite con modanature ed elementi decorativi (cartigli in rilievo) in oro. Friedrich Laske si occupò anche delle nuove esigenze architettoniche per la protezione antincendio, il riscaldamento, l'illuminazione e la migliorata visibilità dalle balconate. Il numero di trofei di guerra salì a 117 bandiere francesi, 25 danesi e 7 austriache. I registri dell'organo vennero aumentati da 42 a 46, mentre le canne rimasero invariate. Nel 1907 venne inserito un cancello in ferro battuto all'ingresso della torre, e nel 1910 il Kaiser Guglielmo II donò uno splendido altare al termine di un'epoca di notevoli abbellimenti.
Ai sensi dell'articolo 245 del trattato di Versailles i trofei francesi avrebbero dovuto essere restituiti alla Francia, ma nel luglio 1919 vennero trafugati da ignoti e, fino ad oggi, non sono mai stati ritrovati. Essi vennero sostituiti con le bandiere dei reggimenti prussiani scomparsi. Il ruolo della chiesa della guarnigione, nota da tempo per promuovere la musica sacra, era stato trascurato e venne ripristinato nel XX secolo, in gran parte dal professor Otto Becker, che fu organista e suonò il carillon e l'organo dal 1910 al 1945. Durante questo periodo vennero eseguiti oltre 2000 concerti di carillon e organo, oratori, concerti religiosi e concerti di musica da camera. Tra l'altro, il prof. Becker, fu anche organista nella sinagoga di Potsdam dal 1915 al 1933.
Dal 1925 al 1930 l'architetto Karl Daubitz intraprese ampi lavori di riparazione, documentati da centinaia di disegni e foto ancora esistenti.

### Era nazista fino alla distruzione
I nazisti speravano di ottenere la maggioranza alle elezioni politiche tenutesi in un clima di estrema incertezza, insicurezza giudiziaria e violenza, il 5 marzo 1933. Il loro piano era di sciogliere il Parlamento per spianare la strada alla dittatura. Già alla vigilia dell'incendio del Reichstag era nata l'idea di celebrare la riapertura del Parlamento nella chiesa della guarnigione. Il 2 marzo il piano venne approvato e sei giorni dopo, il 21 marzo, venne decisa la data della celebrazione. Dopo le proteste da parte delle autorità ecclesiastiche e del Presidente del Parlamento, fu deciso che solo la cerimonia di apertura si sarebbe tenuta nella chiesa della guarnigione. L'incontro ufficiale di apertura doveva essere quello di prendere posto accanto al "Langer Stall". Per mancanza di tempo anche questo piano venne modificato e la sede della cerimonia divenne il Teatro Kroll. La data, volutamente scelta, fu l'anniversrio dell'apertura del primo Parlamento Reichstag, da parte del Kaiser Guglielmo I, nel Salone Bianco nel Palazzo di Berlino il 21 marzo 1871. Questa volta il Presidente del Reich Paul von Hindenburg fu visto da molti come un sostituto del Kaiser, permettendo al  "Machtergreifung" di Hitler di diventare un simbolo della rinascita conservatrice prussiana della nazione ("Wiedergeburt der Nation"). L'accordo fu di sigillarlo con una stretta di mano tra il  Cancelliere, Hitler e il presidente Paul von Hindenburg. Una famosa fotografia del fotografo statunitense (New York Times), Theo Eisenhard, divenne l'icona del sostegno alla giornata. Eppure, la stretta di mano rappresentava né più né meno che il licenziamento di Hindenburg da parte di Hitler.

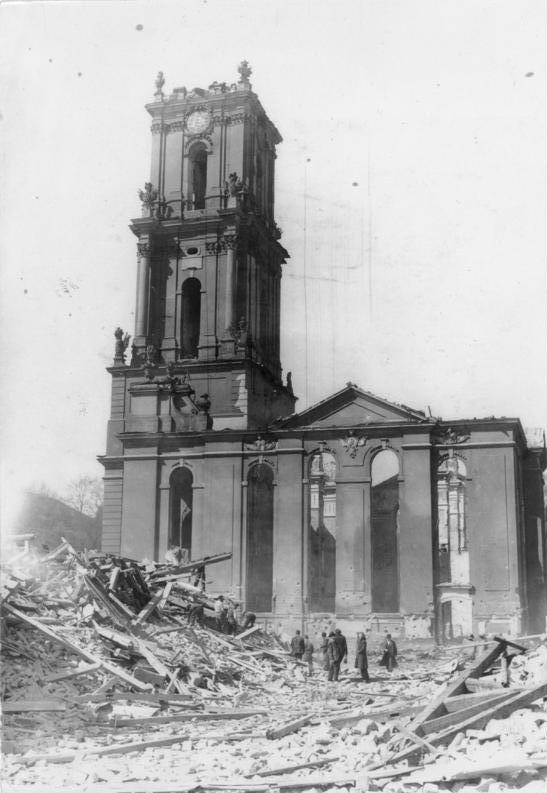
Rovine della chiesa nel 1945

Il governo nazionalsocialista portò la Germania alla seconda guerra mondiale che lasciò Potsdam pesantemente danneggiata. Per paura dei bombardamenti le bare con i resti di Federico II e di suo padre, Federico Guglielmo I vennero rimossi dalla chiesa nel 1943 e collocati in un bunker nel centro di comando dell'esercito tedesco di oggi a Potsdam. Dopo i bombardamenti inglesi del 14 e 15 aprile del 1945 sembrava che la chiesa fosse rimasta intatta, ma il 15 la "porta accanto al Langer Stall venne centrata da un colpo diretto, e la conseguente tempesta di fuoco entrò in chiesa attraverso le finestre rotte dai bombardamenti della notte precedente. L'incendio distrusse le gallerie di legno e il tetto prima di attaccare la torre, dove le persiane di ventilazione in legno, necessarie per il meccanismo del carillon, consentirono al fuoco di diffondersi rapidamente. Danni ai tubi dell'acqua e la conseguente bassa pressione della stessa, derivante dalle conseguenze dai bombardamenti, resero impossibile alle manichette antincendio di raggiungere la fonte del fuoco. I vigili del fuoco poterono soltanto guardare impotenti la torre che bruciava, da cima a fondo, seguita dalle travi in legno della navata della chiesa. Solo il crocifisso, i lampadari e la mensa dell'altare poterono essere salvati prima che l'enorme calore facesse esplodere gli ordigni inesplosi del bombardamento della notte precedente. Una dopo l'altra le campane del carillon caddero da quasi 80 metri d'altezza ponendo così fine alla lunga esistenza del più famoso strumento musicale di Potsdam. Solo le pareti esterne della chiesa e un ceppo della torre rimasero a documentare ciò che era stato.
La congregazione, ora molto ridotta di numero, riuscì a mantenere la proprietà del terreno appartenente alla Chiesa della guarnigione dopo aver negoziato con le autorità governative locali. A parte le rovine della chiesa, la sala parrocchiale e altre due abitazioni erano in condizioni desolate e con l'aiuto dello istituzioni della Chiesa e dello Stato, fu fatto ogni sforzo per ripararle. Il 25 luglio 1949 il consiglio della parrocchia decise di rinominare la chiesa Santissimo Crocifisso al fine di liberarla, assieme ai suoi parrocchiani, dal peso del militarismo prussiano e segnare l'inizio di una nuova era dedicata alla consapevolezza del peccato e della sofferenza di Cristo. Entro l'anno la congregazione del Santissimo Crocifisso si spostò in una cappella costruita all'interno delle rovine della torre campanaria. Due campane di nuova produzione suonarono per annunciare i servizi. Il 1960 vide l'inizio della ricostruzione. I visitatori poterono fissare appuntamenti con il custode della chiesa per salire a 60 metri sulla cima della torre. Nel 1966, però, i lavori di ricostruzione della torre incontrarono una brusca fine, quando nel mese di agosto i dirigenti del Partito Comunista di Potsdam decisero la rimozione delle macerie senza consultare il pubblico
Un anno dopo, Walter Ulbricht, presidente dello stato tedesco-orientale e strenuo oppositore della chiesa e di tutto ciò che aveva a che fare con la monarchia prussiana, visitò Potsdam e, nel corso di un dibattito politico di tre ore sul futuro della costruzione, chiese "È cosa giusta che questa rovina debba esistere a Potsdam?" Inoltre, dichiarò che tutte le rovine di Potsdam lasciate dalla guerra dovevano scomparire e che la costituzione di una nuova chiesa poteva interferire con la creazione di un'immagine di una città socialista. La forte opposizione delle autorità della Chiesa, di coloro che volevano proteggere i monumenti della città, di architetti e cittadini, sia dentro che fuori della Germania Est, non furono in grado di evitare che il 26 aprile 1968 venisse distrutto ciò che era rimasto della chiesa.
Curiosamente, la decisione non fu unanime, come era norma nella Repubblica Democratica Tedesca. Quattro delegati votarono contro di essa. Il 14 maggio 1968 diverse esplosioni demolirono le rovine della chiesa. Il 19 giugno, dopo un tentativo fallito di distruggerla, metà della torre rimase in piedi. Il resto, infine, venne finalmente distrutto domenica 23 giugno. Una volta che le macerie vennero rimosse, iniziò la costruzione del vicino Centro di calcolo nel 1971.

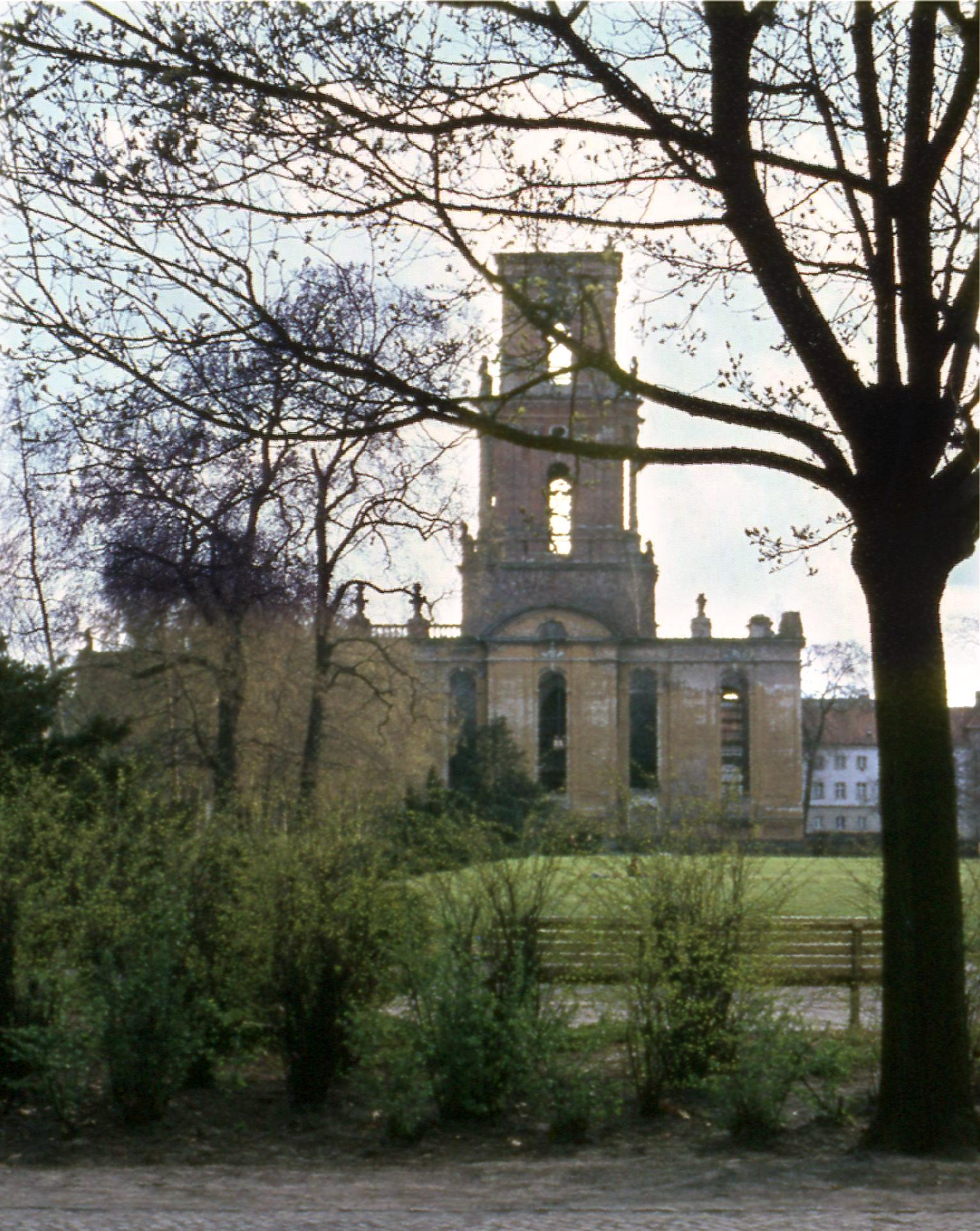
Rovine nel 1966, qualche tempo prima della demolizione.

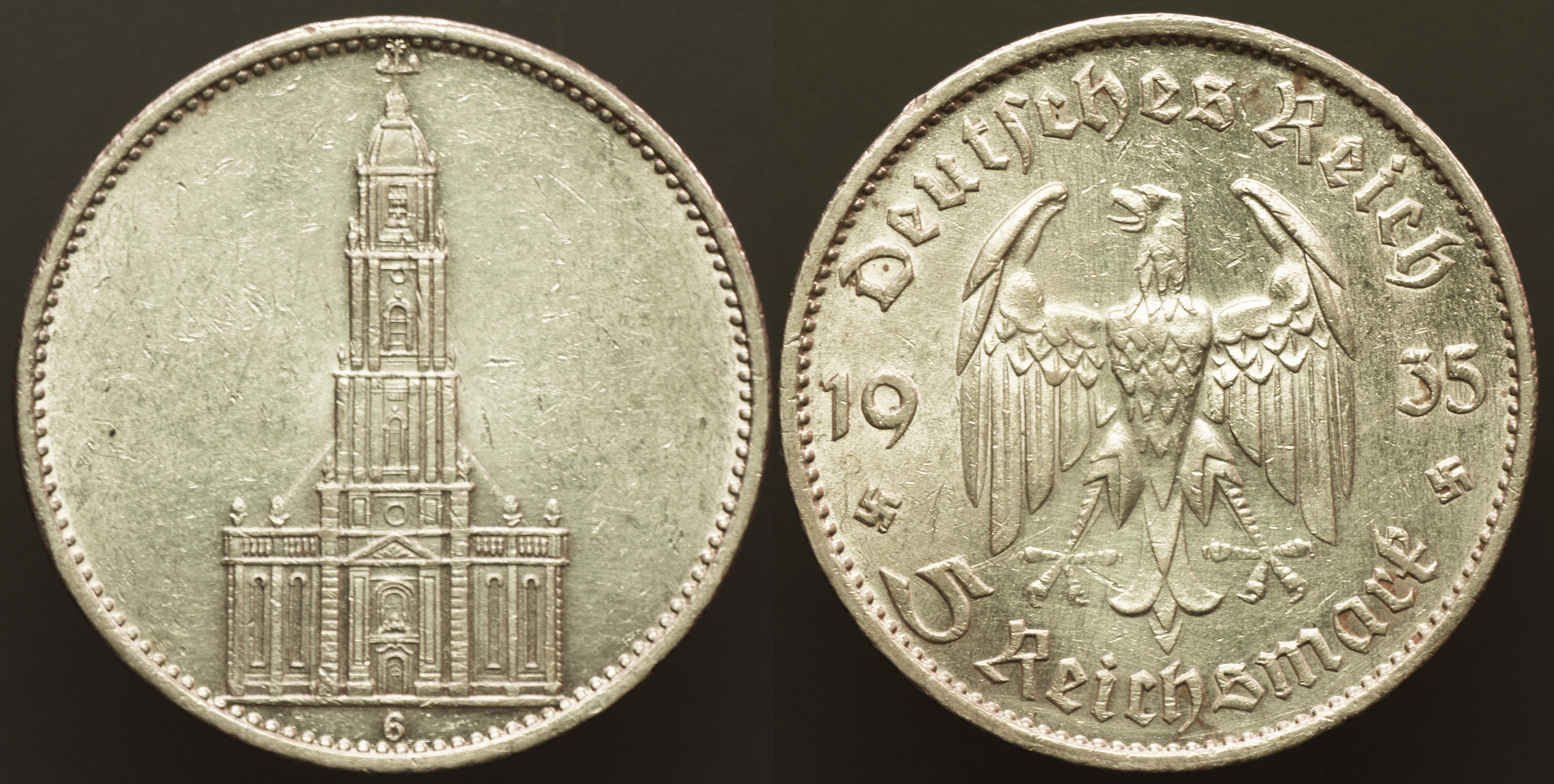
Germania - III Reich, 5 Reichsmark 1935 - G (Karlsruhe,w/o date). Potsdam Garrison Church.

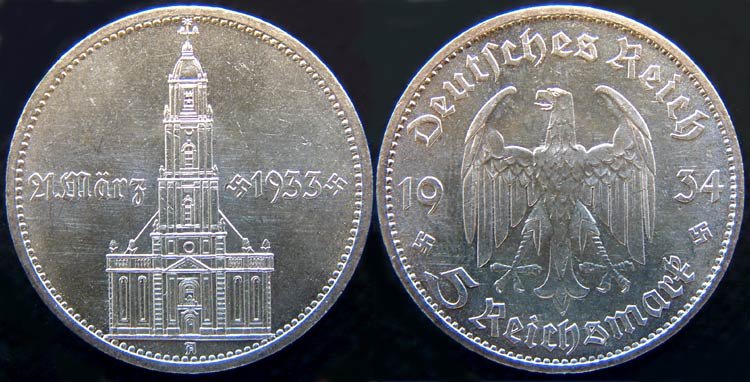
Germania - III Reich, 5 Reichsmark 1934 - A (Berlino, w/date). La Potsdam Garrison Church - "Day of Potsdam", celebrazione del nuovo parlamento del "Reichstag" - 21 marzo 1933.

### Ricostruzione
Nel 1984 venne fondata la Società per la continuazione della tradizione del Potsdam Carillon (acronimo SCPC). Nel 1987 iniziarono i lavori per fondere nuove campane, per il carillon, che vennero consegnate alla città di Potsdam il 14 aprile 1991, poco dopo la riunificazione tedesca. Su richiesta del sindaco di Potsdam, le donazioni fatte alla Società vennero destinate alla ricostruzione della Chiesa della guarnigione. Nel 2001 il Presidente della SCPC avviò la fondazione della "Stiftung Preußisches Kulturerbe" (Fondazione prussiana dell'eredità culturale), che, una volta che la ricostruzione fosse stata completata, avrebbe dovuto assumere la responsabilità della manutenzione futura. Non si riuscì, però, a raggiungere un accordo con la Chiesa protestante (evangelica) sul successivo utilizzo della chiesa e la città di Potsdam decise di sciogliere il SCPC e passare le sue donazioni (oltre 6 milioni di euro) alla fondazione. I membri della società disciolta divennero un "circolo di amici" senza diritto di parola, ma disposti a cooperare con la fondazione.
Il 15 gennaio 2004, più di 100 persone provenienti dal Brandeburgo e da Berlino firmarono una petizione che chiedeva la completa ricostruzione della Hof und Garnisonkirche Potsdam. Mecenati dell'iniziativa, al momento il vescovo Wolfgang Huber, il primo ministro e il ministro degli interni del Brandeburgo Matthias Platzeck e Jörg Schönbohm.
Nel mese di febbraio del 2004, su iniziativa dell'Industry Club di Potsdam, cittadini sia di Potsdam che di Berlino fondarono la Società per la ricostruzione della Chiesa della guarnigione (acronimo tedesco FWG) seguendo il concetto proposto dalla Chiesa Evangelica di Germania. Il FWG era un accordo tra persone e organizzazioni con interessi religiosi, filosofici, culturali o a sfondo urbanistico, che desideravano consigliare e dare il loro sostegno al lavoro presente e futuro che riguardasse la ricostruzione della Chiesa della guarnigione secondo il tema indicato nella petizione.
Al termine di una funzione religiosa celebrata il 23 giugno 2008, il vescovo Wolfgang Huber annunciò la creazione della Fondazione della chiesa della guarnigione alla presenza di molte personalità di spicco. La data fu scelta di proposito: era il 40º anniversario del giorno in cui il governo della Germania Est comunista, senza autorizzazione e nonostante le massicce proteste, fece saltare in aria i resti della Chiesa; resti che avrebbero potuto essere ricostruiti. Lo scopo e obiettivo della nuova fondazione era quello di ricostruire la Chiesa come lezione di coscienza. Il 25 giugno 2011 venne aperta al pubblico una cappella provvisoria. Conteneva una mostra illustrante la storia passata e il futuro della Chiesa della guarnigione.
I capi della Chiesa evangelica di Germania decisero, nel 2010, che la cappella avrebbe dovuto essere una chiesa ufficiale parrocchiale con il proprio parroco a partire dal 2011. Dal luglio 2013 la Fondazione per la chiesa della guarnigione ha permesso ufficialmente la ricostruzione del campanile liberando la zona e ridisegnando il corso della via Larga per ospitare il più possibile il cantiere originale; due importanti premesse per l'inizio della costruzione erano già state soddisfatte.
La consacrazione della Chiesa ricostruita dovrebbe essere celebrata il 31 ottobre 2017 (nel 500º anniversario della Riforma).